# سوپدت
سوپدت نام ستاره شباهنگ در مصر باستان و تجسم آن شخصیت یک الهه مصری است. یونانی‌ها آن را به نام ساتیس می‌شناسند که در آنجا تلفیقی از ایزیس به عنوان یک ایزدبانو و آنوبیس به عنوان یک ایزد بود.

## نام‌ها

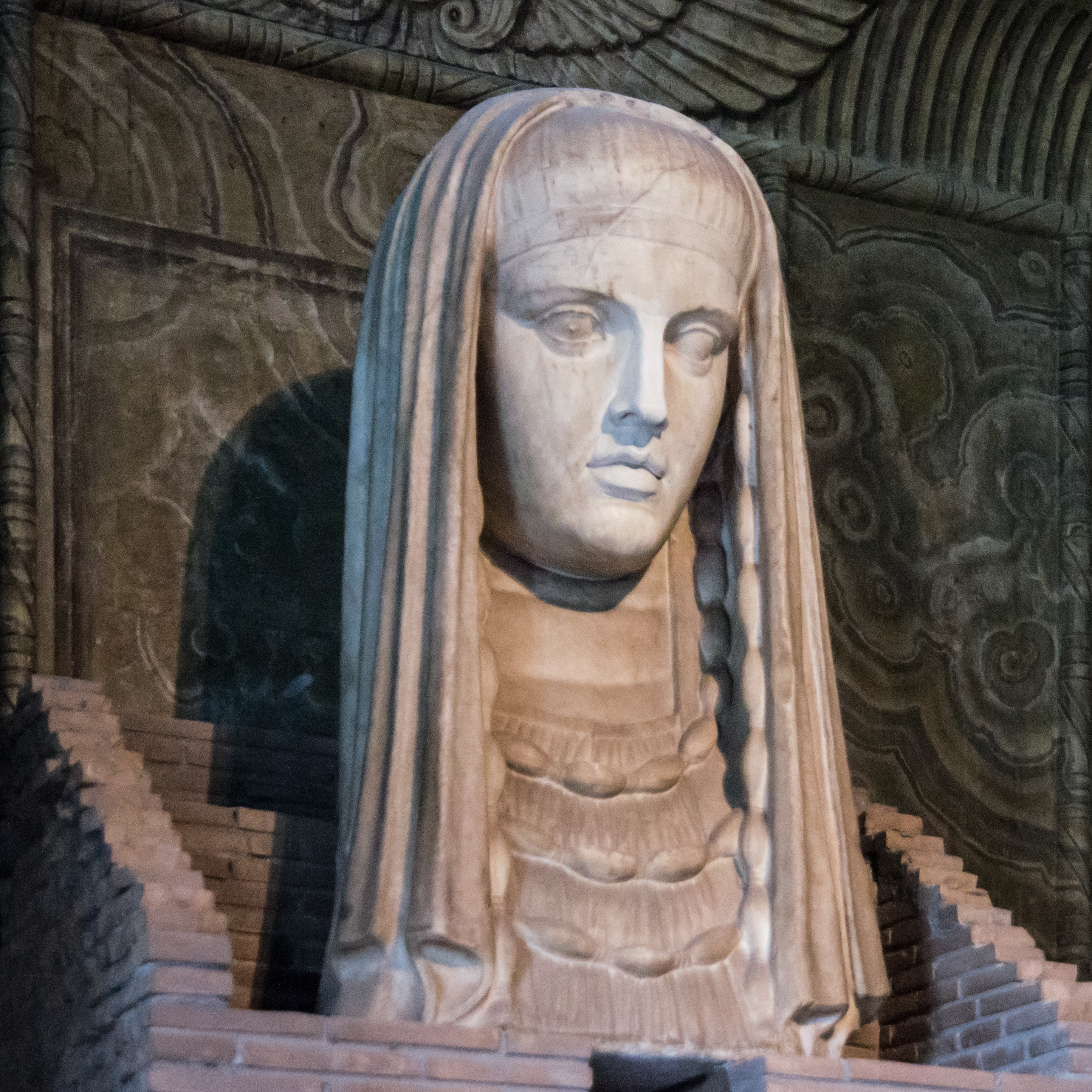
یک مجسمهٔ نیم تنهٔ هلنی از سوپدت، که با ایزیس و دمتر تلفیق شده‌است.

تلفظ دقیق مصری‌های باستان نامشخص است، چرا که حروف صدادار تا دوره‌ای خیلی دورتر ثبت نشده بود. در رونویسی‌های امروزی معمولاً نام او به صورت سوپدت دیده می‌شود (مصری کهن: Spdt، دقیقاً به معنی "مثلث" یا "تیز") که از پی شکل شناخته شدهٔ یونانی و لاتین Sothis (زبان یونانی: Σῶθις، Sōthis) آمد.